# Racon
Pour les articles homonymes, voir Racon (homonymie).

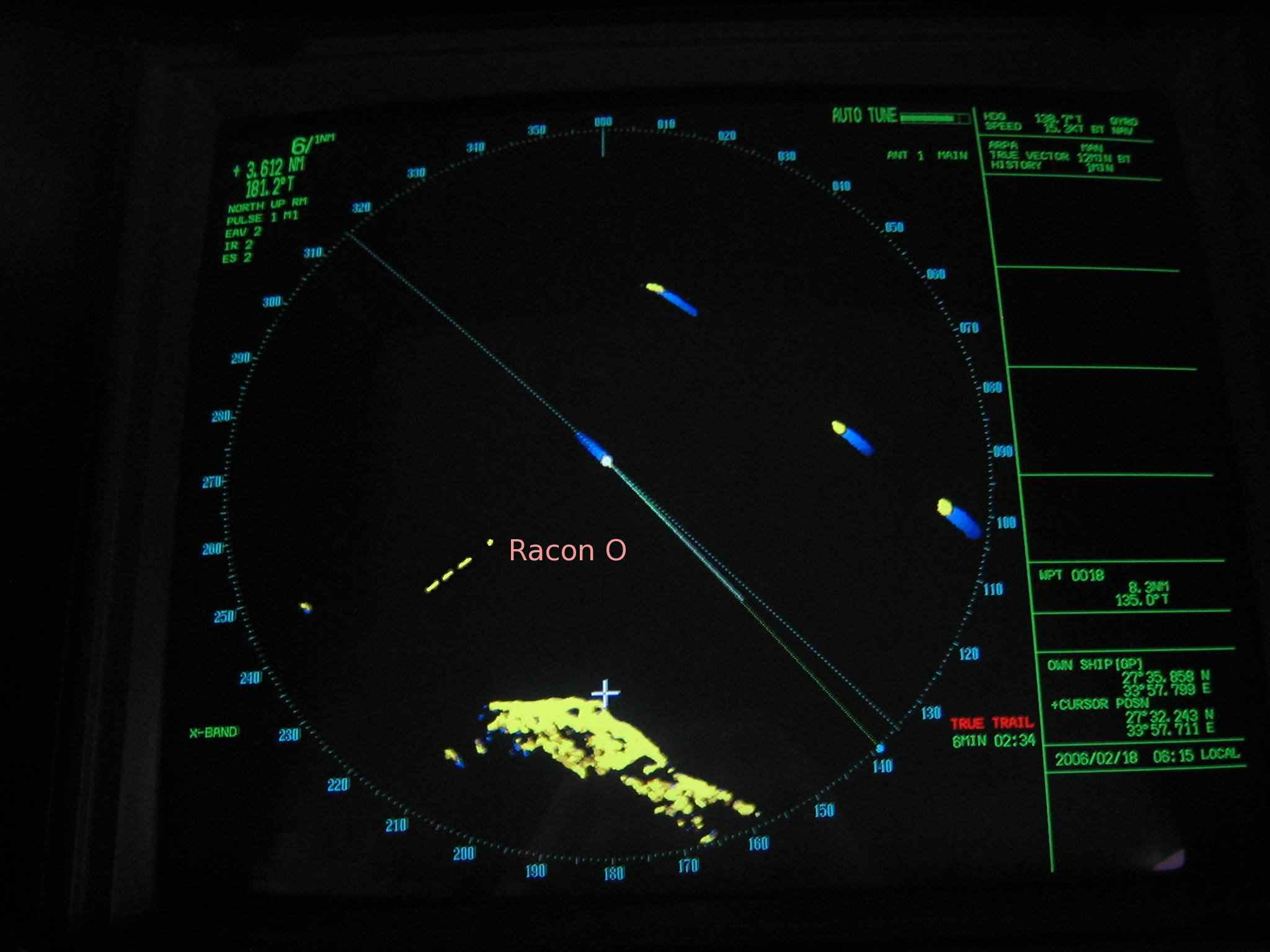
Un écho avec Racon (Oscar)

Un Racon est un type de transpondeur radar utilisé communément pour marquer les dangers de la navigation maritime, et pour aider à différencier les échos radars si le trafic est dense. 

## Description
Le mot est un acronyme de RAdar beaCON (balise radar).
Lorsque le racon reçoit une impulsion radar, il répond en émettant sur la même fréquence un signal qui, sur l'écran radar, laisse une image. Ce signal est préréglé pour avoir une forme qui ressemble à l'écriture des lettres du code morse (points et traits) et dirigé vers l'extérieur de l'écran .
Les racons peuvent être montés sur des phares, bouées, plates-formes pétrolières, etc.
Mis en place sur des plates-formes pétrolières il émet fréquemment le signal « U » du code morse (..-) signifiant : Vous courez vers un danger.
Les Racons sont appelés à être utilisés en redondance avec des émetteurs AIS qui devaient initialement les remplacer.